# Pour que vivent les hommes
Pour plus de détails, voir Fiche technique et Distribution.
Pour que vivent les hommes (titre original : Not as a Stranger) est un film américain réalisé par Stanley Kramer et sorti en 1955.

## Synopsis
Lucas Marsh peine à terminer son doctorat en médecine. Il épouse, par intérêt, une femme plus âgée, la très dévouée Kristina, sachant qu’elle sera un tremplin pour sa carrière. Ainsi, elle contribue largement à la renommée de son mari et ils s’établissent dans une petite ville. Lucas devient l’amant d'Harriet, la vamp locale, ce qui mine le couple. Kristina demande le divorce et, sur ces entrefaites, Lucas se voit contraint d’opérer en urgence le docteur Runkleman, victime d’une crise cardiaque. Son intervention se solde par le décès du patient.

## Fiche technique
- Titre français : Pour que vivent les hommes
- Titre d'origine : Not as a Stranger
- Réalisation : Stanley Kramer
- Scénario : Edna Anhalt et Edward Anhalt d'après le roman éponyme de Morton Thompson
- Photographie : Franz Planer
- Montage : Frederic Knudtson
- Musique : George Antheil
- Direction artistique : Howard Richmond et Rudolph Sternad
- Décors : Victor Gangelin
- Costumes : Don Loper
- Producteur : Stanley Kramer
- Société de production : Stanley Kramer Productions
- Société de distribution : United Artists
- Pays d'origine :  États-Unis
- Format : Noir et blanc — 35 mm — 1,85:1 — Son : Mono (RCA Sound Recording)
- Genre : Film dramatique
- Durée : 135 minutes
- Dates de sortie :
  - États-Unis : 28 juin 1955 (New York)
  - France : 14 mars 1956 (Paris)

## Distribution
- Olivia de Havilland  (VF : Nelly Benedetti) : Kristina Hedvigson
- Robert Mitchum  (VF : Roger Tréville) : Lucas Marsh
- Frank Sinatra  (VF : Michel André) : Alfred Boone
- Gloria Grahame : Harriet Lang
- Broderick Crawford  (VF : Pierre Morin) : Dr Aarons
- Charles Bickford  (VF : Maurice Pierrat) : Dr Dave W. Runkleman
- Myron McCormick : Dr Snider
- Lon Chaney Jr. : Job Marsh
- Jesse White  (VF : Lucien Bryonne) : Ben Cosgrove
- Harry Morgan : Oley
- Lee Marvin : Brundage
- Virginia Christine : Bruni
- Whit Bissell : Dr Dietrich
- Jack Raine : Dr Lettering
- Mae Clarke : l'infirmière Odell

Acteurs non crédités
- King Donovan : M. Slocum
- Gertrude Hoffmann : Mme Payton
- Eve McVeagh : Mme Ferris
- Juanita Moore : Mme Clara Bassett
- Jerry Paris : Thompson
- Harry Shannon : Ed, un patient âgé
- Carl 'Alfalfa' Switzer : le père inattendu
- Herb Vigran : Lou, vendeur en pharmacie
- Will Wright : M. Roberts